# 法線ベクトル

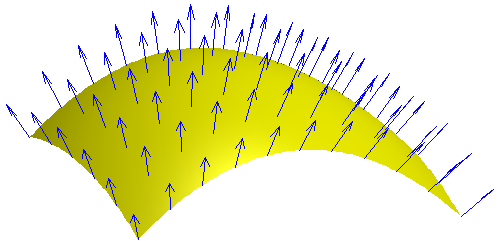
曲面の法ベクトル場

法線ベクトル（ほうせんベクトル、英: normal vector）とは、2次元平面においては、曲線上の点における接線に垂直な平面ベクトル、3次元空間においては、曲面上の点における接平面に垂直な空間ベクトルのことである。法線（ほうせん、英: normal）とは、接線や接平面に垂直な直線のことである。
曲線（曲面）上の点に対して法線ベクトルは1つに決まらないことに注意する必要がある。そこで中でも単位ベクトル（ノルムが 1）であるものを単位法（線）ベクトル（英: normal unit vector）というが、それでも2つあることに注意する必要がある。

## 3次元での例

平面の法線ベクトルの例

曲面の法線ベクトルは、2つの線形独立な接ベクトルの外積として求めることができる。
右図で示した右手系の正規直交座標系において、直方体の一つの面の頂点を A, B, C, D とすると、面 ABCD の法線ベクトル N は、
{\displaystyle {\boldsymbol {N}}={\overrightarrow {\text{AB}}}\times {\overrightarrow {\text{AD}}}}
となる。ここで ×はベクトルの外積を表す。ノルムは線分 AD と線分 BC の長さの積となっている。
線分 AB と線分 DC が x軸に平行で、線分 AD と線分 BC が z軸に平行な場合、
{\displaystyle {\boldsymbol {N}}=-|{\overrightarrow {\text{AB}}}|{\boldsymbol {i}}\times |{\overrightarrow {\text{AD}}}|{\boldsymbol {k}}=|{\overrightarrow {\text{AB}}}||{\overrightarrow {\text{AD}}}|{\boldsymbol {j}}}
となる。ここで j は y軸方向の単位ベクトルである。

## 導出
平面において、
- 曲線 {\displaystyle f(x,y)=0} 上の点 {\displaystyle (x_{0},y_{0})} における法線ベクトル：{\displaystyle \left({\frac {\partial f}{\partial x}}(x_{0},y_{0}),{\frac {\partial f}{\partial y}}(x_{0},y_{0})\right)}
  - 特に、直線 {\displaystyle ax+by+c=0} 上の点 {\displaystyle (x_{0},y_{0})} における法線ベクトル：{\displaystyle (a,b)}
- 曲線 {\displaystyle x=f(t),y=g(t)}（t は媒介変数）の {\displaystyle t=t_{0}} における点の法線ベクトル：{\displaystyle \pm (y'(t_{0}),-x'(t_{0}))}

## 接空間の法線ベクトルによる表示
接点と法線ベクトルから、元の接空間を表すことができる。
- 接点 {\displaystyle {\text{A}}({\boldsymbol {a}})}、法線ベクトル {\displaystyle {\boldsymbol {n}}} の接空間の方程式は {\displaystyle {\boldsymbol {n}}\cdot ({\boldsymbol {x}}-{\boldsymbol {a}})=0}